# Schröter (Familienname)
Schröter oder Schroeter ist ein Familienname. Ebenso wie die verwandten Namen Schröder und Schroedter geht auch Schröter entweder auf den Beruf des Schneiders (von niederdeutsch schrôden für „schneiden“) oder den Beruf des Schröters zurück.

## Namensträger

### A
- Adalbert Schroeter (1851–1905), deutscher Dichter, Übersetzer und Literaturhistoriker
- Adolf Schröter (1904–1997), deutscher Maler und Grafiker
- Albert Schröter (1865–1924), deutsch-schweizerischer Architekt
- Albrecht Schröter (* 1955), deutscher Politiker (SPD), ehemaliger Oberbürgermeister von Jena
- Alfred Schröter (Journalist) (1899–1985), deutscher Rundfunkjournalist und Abteilungsleiter
- Alfred Schroeter (1908–nach 1971), deutscher Mathematiker und Hochschullehrer
- Alfred Schröter (Historiker) (1930–um 1994), deutscher Wirtschaftshistoriker und Hochschullehrer
- Annette Schröter (* 1956), deutsche Malerin
- Arthur Schröter (1859–1915), deutscher Veterinärmediziner, Ministerialbeamter im preußischen Landwirtschaftsministerium

### B
- Bernd Schröter (* 1954), deutscher Historiker
- Bernhard Schröter (Maler) (1848–1911), deutscher Maler
- Bernhard Schröter (Bühnenbildner) (* 1928), deutscher Bühnenbildner
- Bernhard Schröter (Boxer) (1934–2015), deutscher Boxer

### C
- Carl Schroeter (Botaniker) (1855–1939), deutsch-schweizerischer Botaniker
- Carl Schröter (Politiker) (1887–1952), deutscher Politiker (DVP, CDU)
- Carl August Schroeter (1800–1884), deutscher Lederfabrikant und Mäzen
- Christian Schröter (vor 1700–um 1730), deutscher Pädagoge und Schriftsteller
- Christian Schröter (Philosoph) (* 1977), deutscher Technikphilosoph
- Christiane Schröter (1907–1979), deutscher Sportpädagogin
- Christoph Gottlieb Schröter (1699–1782), deutscher Komponist
- Constantin Schroeter (1795–1835), deutscher Maler
- Corona Schröter (1751–1802), deutsche Schauspielerin und Sängerin

### D
- Dennis Schröter (* 1982), deutscher Rennfahrer
- Dirk Schröter (* 1975), deutscher Fußballspieler

### E
- Eduard Georg Schröter (1811–1888), deutscher Theologe
- Elisabeth Schröter (1937–2010), deutsche Kunsthistorikerin und Hochschullehrerin
- Erasmus Schröter (1956–2021), deutscher Fotograf
- Erhard Schröter (1935–1988), deutscher Prähistoriker
- Erhardt Schroeter (1889–1956), deutscher Kommunalpolitiker (NSDAP) und der dritte Oberbürgermeister der sächsischen Stadt Freital
- Erich Schröter (1894–1965), deutscher Archivar und Bibliothekar
- Ernst Schroeter (Fotograf) (1815–1898), deutscher Fotograf
- Ernst Friedrich Schröter (1621–1676), deutscher Rechtswissenschaftler
- Eugen Schröter (1934–1997), deutscher Fußballspieler
- Eva Bulling-Schröter (* 1956), deutsche Politikerin (Die Linke), MdB

### F
- Felix Schröter (* 1996), deutscher Fußballspieler
- Frank Schröter (* 1970), deutscher Spezialeffektkünstler, Kameramann, Filmeditor, Filmregisseur und Schauspieler
- Franz Schröter (Admiral) (1883–1933), deutscher Konteradmiral
- Franz Heinrich Schröter (1835–1911), deutscher Jurist und Politiker, MdR
- Friedrich Schröter (1820–1888), deutscher Rittergutsbesitzer und Politiker, MdR
- Fritz Schroeter (1882–1958), deutscher Schauspieler
- Fritz Schröter (Physiker) (1886–1973), deutscher Physiker und Fernsehtechniker
- Fritz Schröter (Politiker) (* 1953), deutscher Politiker (CDU)

### G
- Gabriele Schroeter (1946–2002), deutsche Richterin am Bundespatentgericht
- Georg Schroeter (Chemiker) (1869–1943), deutscher Chemiker
- Georg Schroeter (Politiker) (* 1950), deutscher Politiker
- Georg Schroeter (Musiker) (* 1964), deutscher Bluesmusiker
- Gerd Schröter (* 1941), deutscher Sportwissenschaftler, Hochschullehrer
- Gerhard Schröter (* 1922), deutscher Pädagoge und Autor
- Gertrud Schröter (1913–1999), deutsche Antifaschistin
- Gisela Schröter (1928–2011), deutsche Opernsängerin (Dramatischer Sopran/Mezzosopran)
- Gisela Schröter (* 1948), deutsche Politikerin, siehe Gisela Hilbrecht
- Gottfried Schröter (1925–2018), deutscher Pädagoge und Hochschullehrer
- Gottlieb Heinrich von Schröter (1802–1866), deutscher Maler und Autor
- Guido Schröter, deutscher Comiczeichner und Autor
- Günter Schröter (1927–2016), deutscher Fußballspieler
- Gustav Kalenbach-Schröter (1821–1901), Schweizer Maler, Zeichner, Zeichenlehrer und Modellbauer
- Gustav Berthold Schröter (1901–1992), deutscher Zeichner

### H
- Hans Schröter (Leichtathlet) (1917–nach 1952), deutscher Leichtathlet
- Hans Schröter (Heimatforscher) (1935–2022), deutscher Jurist und Heimatforscher
- Hans-Erich von Schroeter (1891–1947), deutscher Generalmajor der Wehrmacht
- Hans-Holger Schröter (* 1948), deutscher Diplom-Volkswirt
- Hans-Joachim Schröter (* 1934), deutscher Historiker und Ingenieur-Ökonom
- Hans Rudolf Schröter (1798–1842), deutscher Bibliothekar und Altertumsforscher
- Harald Schröter, deutscher Poolbillardspieler
- Harald Schroeter-Wittke (* 1961), deutscher Theologe
- Harm G. Schröter (* 1948), deutscher Historiker
- Heide Schröter (* 1941), deutsche Wildwasserkanutin
- Heinrich Schröter (1829–1892), deutscher Mathematiker
- Heinrich von Schroeter (1856–1945), preußischer Verwaltungsjurist, Landrat und Polizeipräsident
- Hermann Schröter (Politiker) (1872–1954), deutscher Politiker (DNVP)
- Hermann Schröter (Archivar) (1909–1990), deutscher Archivar und Heimatforscher
- Hiltrud Schröter (1941–2010), deutsche Erziehungswissenschaftlerin
- Holger Schroeter (* 1971), deutscher Forst- und Wirtschaftswissenschaftler sowie Kanzler der Ruprecht-Karls-Universität Heidelberg
- Horst von Schroeter (1919–2006), deutscher Marineoffizier
- Hubert Schröter (* 1936), deutscher Polizeioffizier und Generalmajor der Volkspolizei
- Hugo Schröter (1831–1871), deutscher Rentier und Politiker

### J
- Jacob Schröter der Ältere (1529–1612), deutscher Politiker, Bürgermeister in Weimar
- Jacob Schröter der Jüngere (1570–1645), deutscher Jurist und Politiker, sachsen-meiningischer Kanzler
- Jan Schröter (* 1958), deutscher Autor
- Jens Schröter (Airbrushkünstler) (1958–2023), deutscher Airbrush-Künstler
- Jens Schröter (Theologe) (* 1961), deutscher evangelischer Theologe
- Jens Schröter (Medienwissenschaftler) (* 1970), deutscher Medienwissenschaftler
- Joachim Schröter (1931–2022), deutscher Physiker
- Johan Henrik Schrøter (1771–1851), färöischer Pfarrer und Schriftsteller

- Johann Christian Schröter (Jurist) (1659–1731), deutscher Rechtswissenschaftler
- Johann Christian Konrad Schröter (1751–1798), deutscher Jurist und Schriftsteller
- Johann Ernst Schröter (1722–1760), deutscher Rechtswissenschaftler
- Johann Friedrich Schröter (1559–1625), deutscher Mediziner
- Johann Friedrich Schröter (Musiker) (1723–1810), deutscher Musiker und Komponist
- Johann Friedrich Schröter (Maler) (1770–1836), deutscher Zeichner, Kupferstecher und Maler
- Johann Friedrich Carl Schröter (1807–1849), Mitglied der Frankfurter Nationalversammlung
- Johann Georg Schröter (1683–1747), deutscher Orgelbauer
- Johann Hieronymus Schroeter (1745–1816), deutscher Jurist und Astronom
- Johann Samuel Schröter (1735–1808), deutscher Theologe
- Johann Samuel Schroeter (1753–1788), deutscher Pianist und Komponist
- Johannes von Schröter (1513–1593), deutscher Mediziner und Hochschullehrer
- Johannes Schröter (Drucker) (vor 1570–1634), deutscher Buchdrucker
- Johannes Schröter (Politiker) (1896–1963), deutscher Politiker (KPD)
- Josef Schröter (1876–?), deutscher Hornist
- Joseph Schröter (1837–1894), deutscher Mykologe und Mediziner
- Julian Schröter (* 1986), deutscher Literaturwissenschaftler und Hochschullehrer
- Jürgen Schröter (Politiker) (* 1938), Landrat im Landkreis Oder-Spree
- Jürgen Schröter (Leichtathlet) (* 1943), deutscher Sprinter

### K
- Kai Schröter (* 1974), deutscher Filmeditor
- Kareen Schröter (* 1963), deutsche Schauspielerin
- Karl Schröter (Theologe) (1826–1886), Schweizer Theologe, Lehrer, Geschichtsforscher und Autor
- Karl Schröter (Chemiker) (1885–1950), deutscher Chemiker
- Karl Schröter (Mathematiker) (1905–1977), deutscher Mathematiker und Logiker
- Karl-Heinz Schröter (* 1954), deutscher Politiker (SPD)
- Klaus Schröter (Literaturwissenschaftler) (1931–2017), deutscher Literaturwissenschaftler
- Klaus Schröter (Künstler) (1934–2005), deutscher Maler, Grafiker und Hochschullehrer
- Klaus Schröter (Maueropfer) (1940–1963), deutsches Todesopfer an der Berliner Mauer
- Klaus R. Schroeter (* 1959), deutscher Soziologe

### L
- Leonhart Schröter (Schröterus; 1532–1601), deutscher Komponist und Kantor
- Lorenz Schröter (* 1960), deutscher Schriftsteller und Journalist
- Lothar Schröter (* 1944), deutscher Volleyball-Trainer
- Ludwig Schröter (Illustrator) (1861–1929), deutsch-schweizerischer Illustrator und Zeichner
- Ludwig Schröter (Landrat) (1886–1973), deutscher Verwaltungsbeamter und Politiker, MdL Württemberg-Baden
- Ludwig Philipp Schröter (1746–1800), deutscher Mediziner
- Lutz Schröter (* 1960), deutscher Physiker

### M
- Manfred Schröter (1880–1973), deutscher Philosoph
- Manfred Schröter (Politiker) (1935–2022), deutscher Kommunalpolitiker (CDU), Bürgermeister der Stadt Nordhausen am Harz
- Margot Isenbeck-Schröter (* 1956), deutsche Hochschullehrerin für Hydrogeochemie und Hydrogeologie
- Martin Schröter (1918–1991), deutscher Theologe und Studentenpfarrer
- Martina Schröter (* 1960), deutsche Ruderin
- Matthias Schröter (* 1972), deutscher Journalist
- Mechthild Schroeter-Rupieper (* 1964), deutsche Trauerbegleiterin und Autorin
- Michael Schröter (* 1944), deutscher Soziologe, Autor, Herausgeber und Übersetzer
- Moritz Schröter (Maschinenbauingenieur, 1813) (1813–1867), deutscher Maschinenbauingenieur und Hochschullehrer
- Moritz Schröter (Maschinenbauingenieur, 1851) (1851–1925), deutscher Maschinenbauingenieur und Hochschullehrer
- Morris Schröter (* 1995), deutscher Fußballspieler

### N
- Nanette Kalenbach-Schröter (1831–1917), Schweizer Oberarbeitslehrerin, Publizistin und Verlegerin
- Nik Schröter  (* 1998), deutscher Bahnradsportler

### O
- Otto Schröter (Architekt) (1861–1948), Schweizer Architekt
- Otto Schroeter (1864–1938), deutscher Lehrer und Heimatforscher
- Otto Schröter (Physiker) (1937–1997), deutscher Physiker und Hochschullehrer

### P
- Paul Schröter (Mediziner, 1614) (1614–1679), deutscher Arzt, Stadtphysikus und Bürgermeister in Torgau
- Paul Schroeter (Verwaltungsjurist) (1858–1907), deutscher Verwaltungsbeamter und Fideikommissbesitzer
- Paul Schroeter (Maler) (1866–1946), deutscher Maler und Radierer
- Paul Schröter (Jurist) (1898–1977), deutscher Jurist in der Eisenbahnverwaltung
- Paul Schröter (Mediziner, 1930) (1930–2014), deutscher Mediziner
- Paul Schröter (Ruderer) (* 1990), deutscher Ruderer
- Paul Julius Schröter (1840–1930), deutscher Ophthalmologe
- Peter Schröter (Grafiker) (* 1939), deutscher Grafiker
- Peter Schröter (Anthropologe) (* 1940), deutscher Anthropologe und Konservator
- Philipp Jakob Schröter (1553–1617), deutscher Mediziner

### R
- Reg Schroeter (1921–2002), kanadischer Eishockeyspieler
- Renate Schroeter (1939–2017), deutsche Schauspielerin
- Richard Schroeter (Mediziner) (1841–1906), deutscher Psychiater
- Richard Schroeter (Maler) (1873–1942), deutscher Maler
- Richard Schröter (Politiker) (1892–1977), deutscher Widerstandskämpfer und Politiker (SPD), MdB
- Robert Schröter (1921–2014), deutscher Klassischer Philologe
- Roland Schröter (1927–1990), deutscher Politiker (SPD), MdA Berlin
- Rolf Schroeter (1932–2024), Schweizer Fotograf und Lichtgrafiker
- Rudolf Schröter (Chemiker) (1830–1900), deutscher Chemiker, Chemielehrer und Unternehmer
- Rudolf Schröter (Glasgestalter) (1887–nach 1958), deutsch-tschechoslowakischer Glasgestalter

### S
- Silvio Schröter (* 1979), deutscher Fußballspieler
- Susanne Schröter (* 1957), deutsche Ethnologin und Hochschullehrerin

### T
- Thomas Schröter (1956/1957–2014), deutscher Geologe
- Tobias Schröter (Eiskunstläufer) (* 1964), deutscher Eiskunstläufer
- Tobias Schröter (Handballspieler) (* 1993), deutscher Handballspieler

### U
- Ulrich Schröter (Theologe) (1939–2018), deutscher Theologe und Autor
- Ulrich G. Schroeter (* 1971), deutscher Jurist und Hochschullehrer

### V
- Viktor Schröter (auch Viktor Alexandrowitsch; 1839–1901), deutscher Baumeister

### W
- Walter Schröter (Bauingenieur) (1902–1976), Schweizer Bauingenieur
- Walter Schröter (Bühnenbildner), deutscher Bühnenbildner
- Werner Schröter (Botaniker) (1922–1992), deutscher Botaniker, Heimatforscher und Fachlehrer für Biologie
- Werner Schröter (Mediziner) (1933–2018), deutscher Kinderarzt und Hochschullehrer
- Werner Schröter (Politiker) (* 1944), deutscher Ringer und Politiker (SPD)
- Werner Schroeter (1945–2010), deutscher Regisseur
- Wilhelm von Schröter (1799–1865), deutscher Rechtswissenschaftler und Richter
- Wilhelm Schröter (1849–1904), deutscher Landschaftsmaler der Düsseldorfer Schule
- Willy Schröter (1906–nach 1970), deutscher Handwerksverbandsfunktionär
- Willy Schroeter (* 1935), deutscher Ethnologe
- Wolfgang Schröter (Politiker) (* 1943), deutscher Politiker (CDU), MdBB
- Wolfgang G. Schröter (1928–2012), deutscher Fotograf und Hochschullehrer